# J-punk
La J-punk, ou punk japonais, est un genre de musique japonaise dérivé du mouvement punk.

## Histoire
L'histoire du punk rock au Japon commence dans la seconde moitié des années 1970, influencée en grande partie par le mouvement punk qui émerge à la suite du succès des trois plus grands groupes punk britanniques - les Sex Pistols, les Clash et les Damned. Cependant, même avant, il existait des groupes dont la musique ne pouvait pas être qualifiée de punk rock, mais dont les paroles et les performances contenaient des messages agressifs, et qui seraient plus tard considérés comme les origines des groupes punk rock au Japon.
Parmi ces groupes, le Japon compte Murahachibu (差別用語), formé en 1969 et dont le son s'oriente sur le blues rock, mais dont les paroles sont pleines d'argot discriminatoire (de manière auto-dépréciative) et dont les performances live étaient pleines de bagarres avec le public ; Zunou Keisatsu, formé en 1970 et chantant des messages politiquement extrêmes, et dont le premier album est annulé ; et Gaido, qui fait ses débuts en 1973 et est extrêmement populaire auprès des bosozoku (gangs de motards), mais qui avait constamment des ennuis lors de leurs concerts.
Le terme « punk rock » n'existait pas à l'époque, et ces groupes ne sont pas classés comme tels, ils ne sont donc pas reconnus comme des groupes de punk rock jusqu'à ce que leur existence soit mise au premier plan.
Des groupes contemporains comme les anarcho-punks de Nagoya Reality Crisis et les punks The Thunderroads sont parmi les groupes des années 2020 en vogue.